# 야나세촌
야나세촌(柳瀬村)은 사이타마현 이루마군에 있던 촌이다. 현재의 도코로자와시 동부에 해당한다. 1955년에 미카지마촌과 함께 도코로자와시에 편입해 소멸하였다.

## 역사
- 1889년 4월 1일 - 정촌제 시행에 수반해 이루마군 야나세촌이 성립하였다.
- 1955년 4월 1일 - 도코로자와시에 편입되었다.